# En sjöjungfru i Paris
En sjöjungfru i Paris (franska: Une sirène à Paris) är en fransk fantasyfilm från 2020, regisserad av Mathias Malzieu som även har skrivit manus tillsammans med Stéphane Landowski. Det är en filmatisering av romanen Une sirène à Paris från 2019 skriven av Mathias Malzieu.

## Handling
Mathias Malzieu vars hjärta krossats får en ny chans att leva igen när han räddar en sjöjungfru som spolas upp på Seines strand. Den som kan sina sagor vet dock att det aldrig är okomplicerat att bli förälskad i en varelse från havet.

## Rollista
- Nicolas Duvauchelle – Gaspard
- Marilyn Lima – Lula
- Tchéky Karyo – Camille
- Rossy de Palma – Rossy
- Alexis Michalik – Victor
- Romane Bohringer – Milena
- Lola Bessis – Pin-Up
- Lou Gala
- Nicolas Ullmann
- Rodolphe Pauly
- Olivier Fontaine – den gamla fiskaren

## Produktion
Filmen spelades in mellan augusti och oktober 2019 i Paris och Nordmakedonien.